# Couvent Saint-Albert
Le couvent Saint-Albert (Dominikanerkloster St. Albert) est un couvent dominicain situé en Allemagne, à Leipzig. Son adresse est au 336 de la rue Georg Schumann, à Leipzig-Wahren.

## Historique
La ville de Leipzig a connu un premier couvent dominicain fondé en 1231. L'église conventuelle est consacrée en 1240 sous le patronage de saint Paul par l'archevêque Hildebrand de Magdebourg. Le couvent des frères prêcheurs est dispersé en 1539 à la suite de la Réforme protestante qui interdit les ordres catholiques. Les bâtiments sont transférés en 1543 à l'université de Leipzig et l'église sert aux services luthériens. 
Sous la république de Weimar en 1931, l'ordre des dominicains acquiert un terrain pour y faire aménager un nouveau couvent. Une petite chapelle, dédiée à saint Albert, est installée dans la maison qui abrite les dominicains et elle est consacrée le 20 décembre 1931. Les plans de construction d'un couvent ne sont pas réalisés à cause de la politique anticatholique du nouveau régime national socialiste. C'est en 1951 que le P. Gordian Landwehr OP (1912-1998) fait commencer les travaux d'une nouvelle église. Le prieur du couvent Saint-Paul de Berlin, le R.P. Heribert Grotendorst, vient bénir la première pierre, le 13 octobre 1951. Les plans sont de l'architecte Andreas Marquart et le maître d'œuvre Rudolf Peuser dirige les travaux. L'église est consacrée par l'évêque de Meissen, Mgr Wienken, le 16 novembre 1952. La paroisse est érigée en 1953. Un noviciat agrandi est bâti en 1968-1969.
Le chapitre de la province teutonne de l'ordre des frères prêcheurs approuve en 1994 la fondation d'une communauté dominicaine comprenant six dominicains et quatre dominicaines. Le R.P. Manuel Merten, provincial, érige la communauté en couvent, le 21 septembre 1996. Les bâtiments conventuels sont réaménagés. Un nouveau clocher est bâti avec une cloche baptisée du nom de Madeleine (Magdalena). Le nouvel ensemble (bâtiments conventuels, église, maison paroissiale) est consacré le 18 avril 1998.
Le  5 août 1999, l'ambassadeur israélien à Berlin, Avi Primor, est venu en visite à la paroisse pour la remercier d'avoir caché entre 1942 et 1945 du temps du P. Aurelius Arkenau (1900-1991), un certain nombre de Juifs. La paroisse a fourni aussi à cette époque de fausses pièces d'identité à des déserteurs, à des travailleurs forcés en fuite et à des communistes. L'ambassadeur a dévoilé une plaque en l'honneur du P. Arkenau, le déclarant juste parmi les nations.

## Architecture

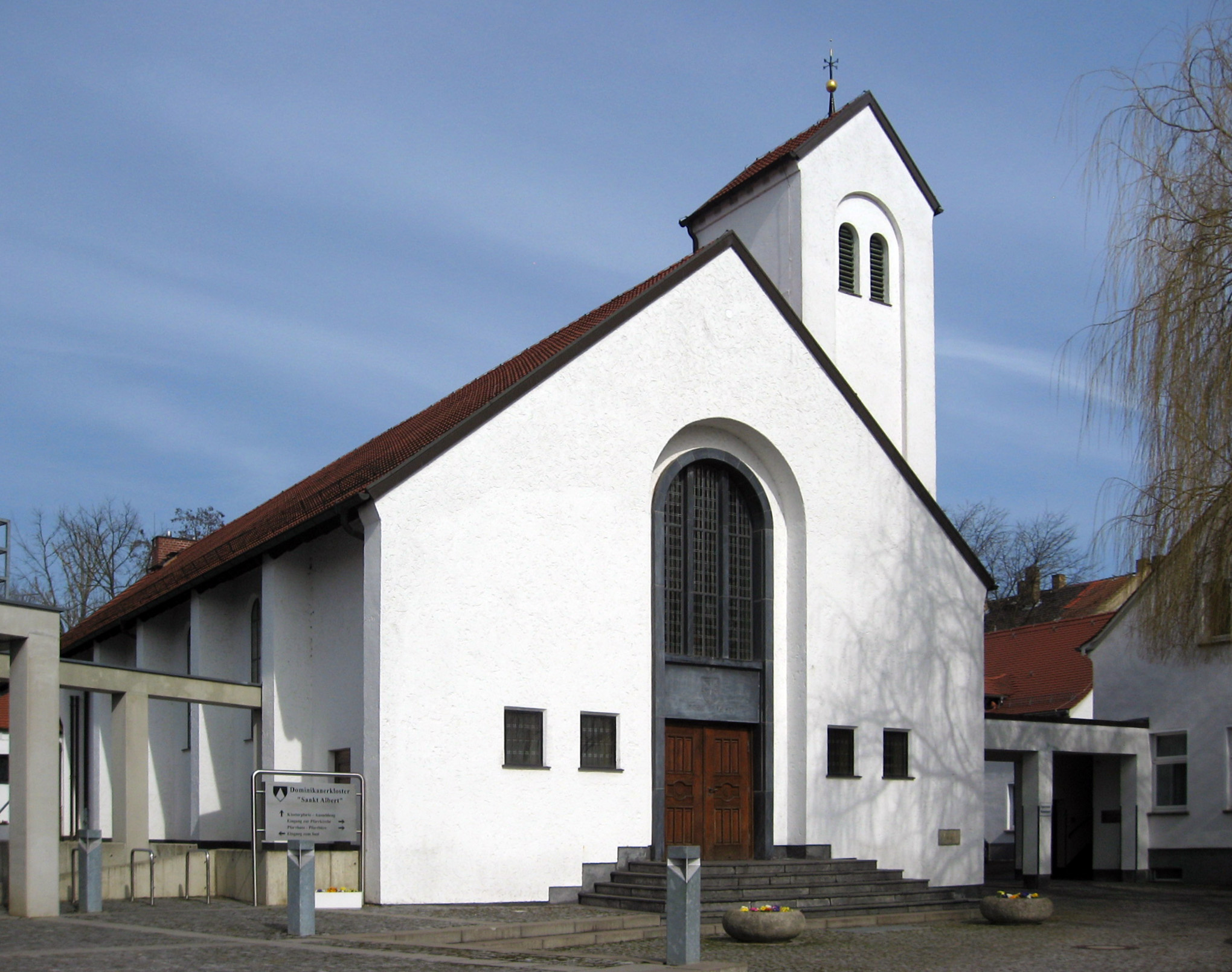
Vue de l'église Saint-Albert (2010)

L'église est de forme rectangulaire à une nef, donc sans collatéraux. Elle est recouverte d'enduit et de peinture blanche avec un clocher donnant à l'est. L'ensemble est rénové en 1999 pour l'extérieur et en 2001 pour l'intérieur; la toiture et le chauffage sont modernisés et le chœur réaménagé avec un nouveau mobilier. C'est en 1952 que le facteur d'orgues Alfred Schmeisser de Rochlitz est appelé à installer de nouvelles orgues. Elles sont inaugurées à la veillée pascale de 1954 et bénites le 9 mai 1954. Le mécanisme comprend 1 200 tuyaux et un pédalier, ainsi que dix-neuf registres.
Les trois cloches de l'église proviennent de la firme familiale Schilling & Lattermann. Elles ont été bénites par le R.P. Wunibald Brachhäuser, père provincial, le 16 janvier 1955.
Les arcs de l'église sont de plein cintre.

## Communauté actuelle
La communauté actuelle accueille actuellement douze membres (dont dix dominicains et deux personnes d'autres instituts religieux), sous la direction du P. Josef Kleine Bornhorst OP, prieur. Ils travaillent entre autres pour la paroisse, pour l'institut de théologie Marie-Dominique-Chenu de Berlin, pour les étudiants, ou pour l'aumônerie de la police fédérale allemande.

## Source
- (de) Cet article est partiellement ou en totalité issu de l’article de Wikipédia en allemand intitulé « Dominikanerkloster St. Albert (Leipzig) » (voir la liste des auteurs).